# ویت (برند)
ویت (انگلیسی: Veet) شرکت لوازم بهداشتی بریتانیایی است، که در سال ۱۹۱۹ تأسیس شد.